# Muhovo
Muhovo, település Szerbiában, a Raškai körzet Novi Pazar községében.

## Népesség
- 1948-ban 1 042 lakosa volt.
- 1953-ban 1 222 lakosa volt.
- 1961-ben 1 187 lakosa volt.
- 1971-ben 959 lakosa volt.
- 1981-ben 797 lakosa volt.
- 1991-ben 821 lakosa volt.
- 2002-ben 545 lakosa volt, melyből 457 bosnyák (83,85%), 87 szerb (15,96%) és 1 montenegrói.